# Completo comfort
Completo confort es un cortometraje español de 1997, dirigido por Juan Flahn.

## Sinopsis
En una hamburguesería trabajan dos amigas, Ascen y Miranda. La primera es una rubia, es totalmente independiente (no vive con sus padres) y tiene un novio muy guapo que se llama Fidel. Miranda en cambio es todo lo contrario, no tiene novio ni lío conocido, es morena, poco agraciada y tiene una vida de lo más penosa.

## Reparto
- María Pujalte, como Miranda.
- Silvia Marsó, como Ascen.
- Álex Angulo, como Sr. Cuajo.
- Javier Albalá, como el novio.
- Paco Catalá, como el padre.
- Iván Villanueva, como Angelín.
- Enrique Villén, como cliente.
- Carmen Balagué, como clienta.
- Carmen Pardo, como excursionista.
- Íñigo Aldecoa, como excursionista.
- Joserra Cadiñanos, como excursionista.

## Premios

### 1998
- Festival de Málaga de Cine Español - Mención especial[5]